# Производство на стъкло и изделия от стъкло
Производството на стъкло и изделия от стъкло е подотрасъл на производството на изделия от други неметални минерални суровини в Статистическата класификация на икономическите дейности за Европейската общност.
Секторът обхваща производството на изделия от стъкло – плоско стъкло, огледала, стъклопакети, бутилки, буркани, чаши, стъклени влакна, стъклена вата и други.
Към 2017 година в България отрасълът има обем на продажбите 935 милиона лева и около 5500 заети, като основните мощности са концентрирани в няколко големи предприятия – конгломерата на „Тракия Глас България“, „Пашабахче България“ и „Шишеджам Аутомотив България“ в Търговище и „Бией Глас България“ в София.